# Pamela Ware
Pamela Ware (ur. 12 lutego 1993 w Greenfield Park) – kanadyjska skoczkini do wody.
W 2010 startowała na igrzyskach olimpijskich młodzieży i na igrzyskach Wspólnoty Narodów. W 2013 zdobyła dwa brązowe medale (trampolina 3 metry indywidualnie oraz w parze z Jennifer Abel) podczas mistrzostw świata w Barcelonie. Dwa lata później zaś została wicemistrzynią świata w skoku synchronicznym z trampoliny 3 m.
W 2014 roku została srebrną medalistką igrzysk Wspólnoty Narodów. Zdobyła też trzy medale igrzysk panamerykańskich, podczas zmagań w Toronto oraz Limie.
Dwukrotnie uczestniczyła w igrzyskach olimpijskich. Na igrzyskach rozgrywanych w Rio de Janeiro startowała w konkurencjach skoku z trampoliny zarówno indywidualnego, jak i synchronicznego – zajęła odpowiednio 7. i 4. pozycję. Na igrzyskach w Tokio zaś zajęła 18. pozycję w konkurencji skoku z trampoliny 3 m solo.